# Bad Girls (이효리의 노래)
〈Bad Girls〉는 대한민국의 가수 이효리의 노래이다. 이효리의 다섯 번째 정규 앨범 《MONOCHROME》의 타이틀곡으로, 2013년 5월 21일 발매되었다.

## 차트

### 주간 차트
| 차트 (2013)                   | 최고 순위 |
| ----------------------------- | --------- |
| 대한민국 (가온 디지털 차트)   | 1         |
| 대한민국 (가온 스트리밍 차트) | 2         |
| 대한민국 (가온 다운로드 차트) | 1         |
| 대한민국 (가온 BGM 차트)      | 4         |

### 연간 차트
| 차트 (2013)                   | 최고 순위 |
| ----------------------------- | --------- |
| 대한민국 (가온 디지털 차트)   | 50        |
| 대한민국 (가온 스트리밍 차트) | 80        |
| 대한민국 (가온 다운로드 차트) | 54        |